# Bone & Bari
Bone & Bari ist ein Jazzalbum von Curtis Fuller. Die am 4. August 1957 im Rudy Van Gelder Studio, Hackensack, New Jersey entstandenen Aufnahmen erschienen 1957 als Langspielplatte, erstmals 1996 als Compact Disc in Japan auf Blue Note Records.

## Hintergrund
Curtis Fuller war im April 1957 mit Yusef Lateef nach New York gekommen; als Lateef und seine Band nach ihren Aufnahmesessions nach Detroit zurückkehrten, blieb Fuller in der Stadt und wirkte an einer Reihe von Aufnahmesessions für Prestige Records mit – als Sideman bei Paul Quinichette, als Co-Leader mit dem Pianisten Red Garland, mit Hampton Hawes (...with French Horns) und Fullers eigenem Prestige-Album New Trombone; schließlich nahm er 16. Juni 1957 für Blue Note sein Debütalbum The Opener auf, mit Hank Mobley, Bobby Timmons, Paul Chambers und Art Taylor. Nach weiteren Studioterminen für Blue Note als Sideman im Sonny Clark Sextet (Dial S for Sonny) und Bud Powell (Bud! The Amazing Bud Powell (Vol. 3)) folgten am 4. August 1957 die Aufnahmen für Fuller zweites Blue-Note-Album Bone & Bari, mit Tate Houston, Sonny Clark, Paul Chambers und Art Taylor.
Fuller nahm mit seinem Quintett vier Eigenkompositionen auf, außerdem die Titel „Heart and Soul“ von Frank Loesser und Hoagy Carmichael, der 1939 in der Version des Larry Clinton Orchestra mit dem Gesang von Bea Wain in die US-Charts kam, und „Again“ von Dorcas Corcoran und Lionel Newman, ein Song aus dem Film Nachtclub-Lilly (1948), in dem ihn Ida Lupino vorstellte.
Sein drittes Album für Blue Note, Curtis Fuller Vol 3 (BLP 1583) spielte Fuller am 1. Dezember 1957 mit Art Farmer, Sonny Clark, George Tucker und Louis Hayes ein, es erschien allerdings erst 1960.

## Titelliste

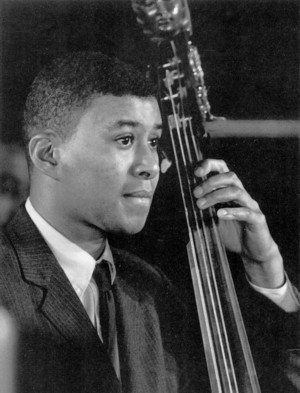
Paul Chambers

- Curtis Fuller: Bone & Bari (Blue Note BLP 1572, TOCJ-1572)[4]

1. Algonquin 5:02
2. Nita's Waltz 6:55
3. Bone & Bari 6:18
4. Heart and Soul (Frank Loesser, Hoagy Carmichael) 4:48
5. Again (Corcoran, Newman) 7:18
6. Pickup 5:46

Sofern nicht anders angegeben, stammen alle Kompositionen von Curtis Fuller.

## Rezeption
Lee Bloom verlieh dem Album in Allmusic drei Sterne und schrieb, diese Aufnahme sei eingespielt worden, bevor Fuller mit John Coltrane ins Studio ging, um dessen Blue-Note-Album Blue Trane aufzunehmen. Die Session sei einzigartig in der Kombination von Posaune und Baritonsaxophon, gespielt von Tate Houston. Der resultierende Front-Line-Sound sei üppig und volltönend. Die Rhythmusgruppe von Sonny Clark, Paul Chambers und Art Taylor hätten in dieser Zeit eine enge Beziehung gehabt und in den späten 1950er-Jahren viele wichtige Aufnahmen, insbesondere für das Blue Note-Label gemacht. Zu den Highlights von Bone & Bari zählten das von Fuller verfasste Titelstück und die Interpretation des Standards „Heart and Soul“.